# Microserica vulnerata
Microserica vulnerata är en skalbaggsart som beskrevs av Gilbert John Arrow 1946. Microserica vulnerata ingår i släktet Microserica och familjen Melolonthidae. Inga underarter finns listade i Catalogue of Life.